# Boylston
Boylston és una població dels Estats Units a l'estat de Massachusetts. Segons el cens del 2000 tenia 4.008 habitants.

## Demografia
Segons el cens del 2000, Boylston tenia 4.008 habitants, 1.573 habitatges, i 1.140 famílies. La densitat de població era de 96,5 habitants per km².
Dels 1.573 habitatges en un 33,2% hi vivien nens de menys de 18 anys, en un 63,9% hi vivien parelles casades, en un 6,6% dones solteres, i en un 27,5% no eren unitats familiars. En el 22,3% dels habitatges hi vivien persones soles el 8,6% de les quals corresponia a persones de 65 anys o més que vivien soles. El nombre mitjà de persones vivint en cada habitatge era de 2,55 i el nombre mitjà de persones que vivien en cada família era de 3,02.
Per edats la població es repartia de la següent manera: un 24,3% tenia menys de 18 anys, un 4,4% entre 18 i 24, un 31,3% entre 25 i 44, un 27,8% de 45 a 60 i un 12,3% 65 anys o més.
L'edat mediana era de 40 anys. Per cada 100 dones de 18 o més anys hi havia 96,5 homes.
La renda mediana per habitatge era de 67.703 $ i la renda mediana per família de 77.604$. Els homes tenien una renda mediana de 56.019 $ mentre que les dones 43.277$. La renda per capita de la població era de 32.274$. Entorn del 2,4% de les famílies i el 2,8% de la població estaven per davall del llindar de pobresa.